# Château des Rossi
Le château des Rossi (Rocca dei Rossi en italien) est un château situé à San Secondo Parmense, dans le Nord de l'Italie. Il a été commencé en 1466 sur un terrain donné à Giacomo Rossi, un membre de l'une des plus prestigieuses familles de Parme. La forteresse fut plus tard transformée en un luxueux manoir avec un grand nombre de belles fresques réalisées par les meilleurs artistes locaux du XVIe siècle. Le dernier héritier de la famille Rossi a fait don du château à la municipalité de San Secondo qui l'a utilisé comme hôtel de ville jusqu'en 2007. Le manoir est ouvert et disponible pour des visites de son architecture et son art toute l'année.

## Description
Seul le nord-ouest de l'aile et la façade nord-est ont gardé la structure du XVIe siècle. Au cours de la dernière partie du XIXe siècle, une grande partie du château a été détruite. La cour Renaissance, l'escalier principal, le hall d'accueil, et les fresques sur l'étage noble (piano nobile) sont tout ce qui reste aujourd'hui. En 1983, un tremblement de terre causa des dommages considérables à la construction, ce qui rendit nécessaire une vaste restructuration. 
Aujourd'hui, des visites guidées du château ont lieu régulièrement avec des personnages en costumes historiques. Dans la première semaine de juin, la Rocca sert de bases au traditionnel Palio de San Secondo et à la représentation théâtrale du mariage entre Pier Maria III de Rossi et Camilla Gonzaga, à l'origine célébrée le 13 février 1523.

## Arts
Au XVIe siècle, le château des Rossi a été décoré dans un style extravagant, avec des fresques par les meilleurs artistes de l'époque, afin de ne pas paraître inférieur aux résidences des nouveaux seigneurs de Parme, les Farnèse. Les fresques de disciples de Giulio Romano, comme Giovanni Baglione, Orazio Sammachini, Giacomo Zanguidi, Procaccini et Paganino étaient bien en vue.
Les œuvres principales sont:
- La salle de Bellérophon. Au-delà de la cour et l'escalier principal, cette grande salle abrite l'équipement le plus important pour le Palio de San Secondo. Sur le plafond se trouve une fresque de Bellérophon tuant la Chimère, un monstre à la tête d'un lion, d'un dragon et d'une chèvre, ce qui représente la lutte entre le Bien et le Mal.
- La salle de la Justice, entièrement peinte à fresque par Baglione.
- La galerie d'Ésope et de La salle des Fables avec des fresques illustrant les fables populaires, y compris "Le renard et le sanglier», «Le Renard et le Lion ", "Le chien et le coq" et "Le Loup et l'Agneau".
- La salle de l'âne d'or dispose de 17 peintures à partir des Métamorphoses. L'histoire fait le tour de la salle depuis le bas et se conclut au centre de la voûte.

## Source
- (en) Cet article est partiellement ou en totalité issu de l’article de Wikipédia en anglais intitulé « Rocca dei Rossi » (voir la liste des auteurs).